# Pteris tarandus
Pteris tarandus là một loài dương xỉ trong họ Pteridaceae. Loài này được M.Kato & K.U.Kramer mô tả khoa học đầu tiên năm 1990.